# George Cattermole
Pour les articles homonymes, voir Cattermole.

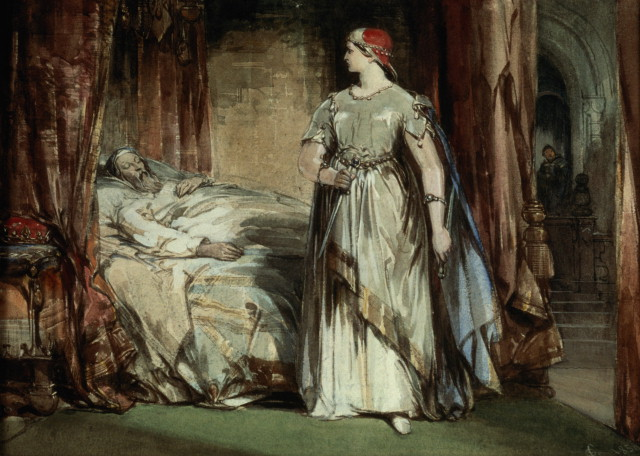
Lady Macbeth

George Cattermole, 10 août 1800 – 24 juillet 1868, est un dessinateur et peintre anglais, principalement d'aquarelles. Il est ami avec Charles Dickens et beaucoup d’autres personnalités littéraire et artistiques.

## Biographie

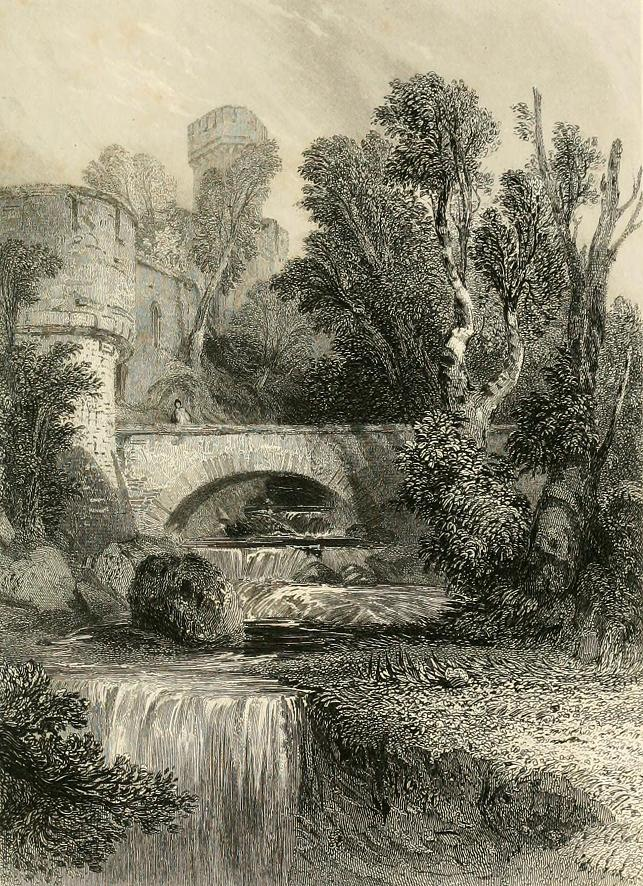
Château de Warwick (gravure (1834) de J C Bentley d'après Cattermole)

Il naît à Dickleburgh (en) près de Diss dans le comté de Norfolk. À l'âge de quatorze ans il commence à travailler comme dessinateur architectural et topographique, après quoi il crée des dessins destinés à être gravés dans les « annuelles (en) » alors si populaires. Puis il progresse dans l'aquarelle et devient un associé de la Royal Watercolour Society en 1822 et membre à part entière en 1833. En 1850, il se retire de toute connexion active avec cette société et se met à la peinture à l'huile. Sa période la plus féconde se situe entre 1833 et 1850. À l'Exposition universelle de 1855 il reçoit l'un des cinq médailles d'or de première classe attribuées aux peintres britanniques. Il est également lauréat d'honneurs professionnels à Amsterdam et en Belgique. Parmi ses œuvres les plus connues figurent The Murder of the Bishop of Liege, The Armourer relating the Story of the Sword, The Assassination of the régent Murray par James Hamilton of Bothwellhaugh et, (à l'huile), A Terrible Secret.
Il en grande partie employé par les éditeurs pour qui il illustre les Waverley Novels (en) et l'annuel historique de son frère Richard Cattermole (ses scènes de guerres des Cavaliers et des Têtes-Rondes dans cette série sont parmi ses meilleures gravures), et de nombreux autres volumes par ailleurs. Ami de Charles Dickens, il collabore aux illustrations pour The Old Curiosity Shop et Barnaby Rudge. Cattermole est un peintre aux dons non négligeables et d'une grande facilité à des ressources pittoresque ; il est défectueux dans la solidité de la forme et de la texture et dans le réalisme ou la richesse de la couleur. Il excelle à rendre des scènes de chevalerie ou du Moyen Âge et plus généralement des aspects romantiques du passé.
Il est enterré au cimetière de West Norwood, près de la tombe de John Britton qui l'avait d'abord employé comme dessinateur en 1814.